# Saint-Haon-le-Vieux
Saint-Haon-le-Vieux là một xã trong tỉnh Loire miền trung nước Pháp.